# Ramiro II
Ramiro II (ur. ok. 900, zm. 951) – syn Ordona II, król Leónu w latach 931-951.
Pierwotnie był tytularnym królem jedynie małej części Asturii. Zyskał koronę Leónu (i Galicji) po tym jak jego brat - Alfonso IV abdykował w 931. Kontynuował politykę swego ojca polegającą na stopniowym zdobywaniu ziemi - w 935 roku zdobył Madryt. Ramiro był też twórcą przymierza między Nawarrą, Aragonią i Leónem, dzięki któremu w 939, w bitwie pod Simancas pokonano muzułmanów. Pozwoliło to na przesunięcie granicy królestwa z Duero do Tormes.
W ostatnich latach swoich rządów Ramiro musiał zgodzić się na kastylijską niepodległość pod rządami hrabiego Fernána (Ferdynanda) Gonzáleza. W 950 jeszcze raz poprowadził wyprawę przeciwko muzułmanom i pokonał ich w bitwie pod Talavera de la Reina.
Był dwukrotnie żonaty:
- ok. 925 ożenił się z Adosindą Osórezą (córką hrabiego Gutierresa Osóreza i Aldonça Gutiérrez). "Rozwiedli" się w 930. Ich dzieci:
  - infant Beremund z Leónu (930-941),
  - infantka Teresa z Leónu,
  - infant Ordoño III z Leónu (ok. 926-955).
- w 932 poślubił Urrakę z Pampeluny (córkę Sancha I z Nawarry). Ich dzieci:
  - infant Sancho I z Leónu (935-966),
  - infantka Elwira z Leónu (?-986).